# Blessing Onyebuchi
Blessing Joy Onyebuchi (ur. 12 czerwca 1984) – nigeryjska zapaśniczka walcząca w stylu wolnym. Zajęła trzynaste miejsce na mistrzostwach świata w 2019. Mistrzyni igrzysk afrykańskich w 2019 i druga w 2015. Srebrna medalistka igrzysk wspólnoty narodów w 2018 i brązowa w 2014. Mistrzyni Afryki w 2019; druga w 2018 i 2020; trzecia w 2016 i czwarta w 2012 roku.